# Clypidina
Clypidina is een geslacht van weekdieren uit de klasse van de Gastropoda (slakken).

## Soorten
- † Clypidina (Montfortula) celinae Pacaud , 2004[2]
- Clypidina galeata (A. Adams, 1852)
- Clypidina notata (Linnaeus, 1758)

### Taxon inquirendum
- Clypidina ossea (Gould, 1846)

### Synoniemen
- Clypidina brevirimata (Deshayes, 1863) => Montfortula brevirimata (Deshayes, 1863)
- Clypidina candida (A. Adams, 1870) => Zeidora nesta (Pilsbry, 1891)
- Clypidina papilionacea (G. Nevill & H. Nevill, 1869) => Emarginula papilionacea G. Nevill & H. Nevill, 1869
- Clypidina radiata (Gould, 1859) => Clypidina rugosa (Quoy & Gaimard, 1834) => Montfortula rugosa (Quoy & Gaimard, 1834)
- Clypidina rugosa (Quoy & Gaimard, 1834) => Montfortula rugosa (Quoy & Gaimard, 1834)
- Clypidina sulcifera (A. Adams, 1852) => Montfortulana sulcifera (A. Adams, 1852)